# Фондо Фонтана (Парма)
Фондо Фонтана је насеље у Италији у округу Парма, региону Емилија-Ромања.
Према процени из 2011. у насељу је живело 60 становника. Насеље се налази на надморској висини од 50 м.